# Le Maître (Doctor Who)
Pour les articles homonymes, voir Le Maître.
Ne doit pas être confondu avec Le Moine (Doctor Who).
Le Maître (The Master) est un personnage fictif de la série Doctor Who. Le Maître est, comme le Docteur, un Seigneur du Temps, mais il a choisi de faire le mal. Ennemi récurrent du Docteur, il tente de prendre possession de la Terre à de nombreuses reprises.
Il fut créé par le producteur Barry Letts et les scénaristes Terrance Dicks et Robert Holmes afin d'être un antagoniste comparable à ce que le Professeur Moriarty est à Sherlock Holmes, c'est-à-dire un personnage aussi intelligent que lui, et son côté « opposé ». Il a été conçu comme un personnage ayant du charme, étant manipulateur.
Comme le Docteur, le véritable nom du Maître est demeuré inconnu jusqu'à aujourd'hui, même s'il s'est durant un temps fait appeler Koschei (en référence à Kochtcheï, un personnage maléfique issu des contes russes) avant de se faire appeler le Maître. Les deux Seigneurs du Temps partagent néanmoins une amitié qui dure depuis l'enfance, le Maître a donc un statut particulier parmi les ennemis du Docteur. Ce dernier l'appelle d'ailleurs son « meilleur ennemi ».

## Histoire du personnage dans la série classique (1963-1996)

### Le Maître incarné par Roger Delgado (1971 - 1973)
Le Maître apparaît pour la première fois en 1971 dans l'épisode Terror of the Autons sous les traits de l'acteur Roger Delgado. Le Docteur et lui se connaissent et étaient déjà ennemis à l'époque où le Docteur vivait sur Gallifrey. Un Seigneur du Temps, venu prévenir le troisième Docteur, suggère même que le Maître est considéré comme étant un meilleur étudiant que le Docteur. Le Maître tente d'instaurer une invasion des Nestenes sur Terre en se servant d'Autons et de jonquilles en plastiques provoquant l'asphyxie. Au cours de l'épisode, le Maître tente par plusieurs fois de tuer le Docteur même s'il a du respect pour lui car il le considère comme le seul adversaire à sa mesure. Le Docteur et lui repoussent finalement l'invasion Nestene. À la fin de l'épisode, le Maître est obligé de rester sur Terre car le Docteur a saboté son TARDIS, mais en récupère l'usage lors de l'épisode suivant, The Mind of Evil.
Le Maître est doté d'un pouvoir de persuasion et d'hypnotisme mais quelqu'un doté d'une forte volonté peut lui résister. C'est un professionnel dans l'art du déguisement. Il tue régulièrement ses ennemis en les rapetissant afin de les étouffer. Le costume original du maitre de Roger Delgado est dessiné par le costumier Ken Trew[réf. nécessaire].

#### Saison 8 (1971)
La confrontation entre le Docteur et le Maître dure pendant toute la saison 8 de la première série, une idée que regrettent les scénaristes, ayant eu l'impression que le schéma reste le même : le Maître s'allie à une puissance extra-terrestre contre le Docteur, il s'aperçoit que cette puissance va le détruire et aide le Docteur puis il s'enfuit. Dans The Mind of Evil, le Maître se sert d'une machine permettant d'extraire les pulsions mauvaises chez les prisonniers afin de prendre la tête d'une prison et voler un missile nucléaire. Il s'aperçoit que la machine est en réalité un symbiote extra-terrestre qui lui veut du mal et aide le Docteur à l'anéantir. Dans The Claws of Axos, le Maître négocie avec Axos, une entité globalisante qui l'a emprisonné, l'absorption de l'énergie de la Terre. Il doit néanmoins s'allier avec le Docteur afin de récupérer son TARDIS en emprisonnant Axos dans une boucle temporelle. Dans Colony in Space, le Maître tente de retrouver une arme extrêmement puissante sur une planète servant de colonie spatiale à des Terriens du futur exilés. Il croise la route du Docteur, envoyé par les Seigneurs du Temps et lui propose de régner sur la galaxie avec lui. Le Docteur refuse peu de temps avant que la ville dans laquelle se trouvait le dispositif ne s'effondre. Dans The Dæmons, le Maître invoque une ancienne race d'extra-terrestres enfouie dans les tréfonds de la Terre se faisant passer pour des démons. Ceux-ci sont finalement prêts à lui donner leur pouvoir, mais un événement inattendu provoque leur mort. À la fin de cet épisode, le Maître est arrêté et enfermé par les soldats de UNIT.

#### Saison 9 (1972)
Le Maître revient au cours du troisième épisode de la saison 9 The Sea Devils où après avoir hypnotisé le gardien de la prison d'UNIT chargé de le garder, il tente de réanimer une race de Siluriens, enfouis sous les mers et surnommés « les Démons de la Mer ». Réussissant à faire croire aux Siluriens qu'il est nécessaire d'attaquer les humains, ses plans sont contrecarrés par le Docteur, même s'il réussit à s'enfuir à la fin de l'épisode.

#### Saison 10 (1972 - 1973)
Le Maître revient au milieu du troisième épisode de la saison 10 Frontier in Space où il tente de provoquer une guerre entre l'empire Terrien et l'empire Draconien. Il envoie des Ogrons piller des vaisseaux et utilise un appareil hallucinogène pour que chaque faction pense que le pillage est le fait de l'autre espèce. Sa manigance est éventée par le Docteur, mais le Maître réussit à l'envoyer dans un piège sur la planète des Ogrons et révèle être devenu l'allié des Daleks. Il est néanmoins contraint de s'enfuir, le Docteur ayant provoqué un mouvement de panique dans les rangs des Ogrons.
Le Maître devait revenir une dernière fois dans la saison 11 et se sacrifier pour le Docteur mais l'acteur Roger Delgado trouva la mort dans un accident de voiture trois mois après la diffusion de Frontier in Space.

### Le Maître «défiguré» (1976)

#### Saison 14 (1976)
Le Maître réapparaît trois ans plus tard en 1976 dans l'épisode The Deadly Assassin. C'est alors une sorte de squelette décati aux yeux exorbités et l'on ne peut savoir s'il s'agit de la même incarnation totalement défigurée ou d'une nouvelle régénération. Son personnage est une marionnette dont la voix est celle de Peter Pratt. Au bout de ses régénérations, il est impliqué dans une machination visant à tuer le président des Seigneurs du Temps et cherche à récupérer la clé de Rasillon permettant d'ouvrir l'Œil de l'Harmonie, source originelle de puissance des Seigneurs du Temps. Ce faisant cela lui offrirait de nouvelles régénérations au prix de la destruction de Gallifrey. Il finit par être poussé dans un trou par le quatrième Docteur. Alors que les autres Seigneurs du Temps le croient mort, on le voit s'enfuir à bord de son TARDIS.

### Le Maître incarné par Anthony Ainley (1980 - 1989)

#### Saison 18 (1980 - 1981)
Cinq ans plus tard, en 1981, ayant décidé de faire revenir un ancien ennemi afin de faciliter la transition entre le 4e et le 5e Docteur, le producteur John Nathan-Turner et le script-editor (responsable des scénarios) Christopher H. Bidmead mettent en place une trilogie basée sur le retour du Maître. Dans The Keeper of Traken, le Maître réapparaît après s'être fait passer pour Melkur, une entité cachée dans une statue. Le but du Maître était de prendre possession de la Source, un artefact lui permettant de devenir le Gardien de Traken, un être puissant. Son corps est toujours décharné, même si cette fois-ci, il est joué par Geoffrey Beevers au lieu d'être joué par une marionnette. On découvre que cette forme défigurée est sa treizième incarnation. À la fin de l'épisode, il échoue à gouverner la Source, mais réussit à prendre le corps de Tremas, un consul qui avait aidé le Docteur et joué par Anthony Ainley.
Dans l'épisode suivant, Logopolis le Maître piège le TARDIS du Docteur alors que celui-ci se rend à Logopolis, la ville des savants mathématiciens. Espérant trouver un immense pouvoir dans cette ville, il entame sa destruction ce qui provoque par ricochet, la destruction de l'univers. Le Docteur et le Maître parviennent à empêcher la catastrophe en utilisant les radiotéléscopes d'un projet scientifique terrien. Alors que le Maître cherche à s'en emparer afin de faire du chantage à tout l'univers, le Docteur réussit à l'en empêcher mais chute de la structure, ce qui entraîne sa mort et sa régénération.

#### Saison 19 (1982)
Dans le premier épisode de la saison, Castrovalva, le Maître tend un piège au nouveau Docteur. Ayant fait prisonnier Adric un compagnon du Docteur ayant des aptitudes mathématiques hors du commun, il parvient à amener le Docteur à Castrovalva, une ville créée par lui-même dans laquelle personne ne peut s'enfuir. Le Maître finit par être enseveli dans les décombres de la ville.
Depuis lors, le producteur de la série cherche à faire intervenir le Maître au moins deux fois par an. Ainsi, dans Time-Flight, le Docteur retrouve le Maître perdu dans des temps préhistoriques et tentant de réparer son TARDIS en s'appropriant une source d'énergie sur la Terre primitive. Alors qu'il tente de reconquérir la Terre, le Docteur le renvoie dans l'espace-temps.

#### Saison 20 (1983)
Dans The King's Demons, il tente d'empêcher l'instauration de la Magna Carta en remplaçant le roi Jean sans Terre par un robot nommé Kamelion qu'il a rapporté de ses voyages. Celui-ci utilise son propre libre arbitre afin de suivre le Docteur et voyage même un temps avec lui dans le TARDIS.
Le Maître est présent dans l'épisode anniversaire The Five Doctors où ce sont les Seigneurs du Temps qui lui donnent pour mission, en échange d'une nouvelle série de régénérations, de secourir les différentes incarnations du Docteur, emprisonnées par une force inconnue dans une zone interdite de Gallifrey. Certains Docteurs refusent de le croire, même lorsqu'il présente des preuves. Il tente finalement de profiter de la situation mais échoue et est une nouvelle fois chassé de Gallifrey.
« 
Vous êtes l'un des êtres les plus maléfiques et corrompus que notre espèce, les Seigneurs du Temps, ait jamais produit. Vos crimes sont indénombrables, et votre infamie sans égale.
 »
— Président Borusa, The Five Doctors, 1983

#### Saison 21 (1984)
Dans Planet of Fire, le Maître tente de reprendre le contrôle de Kamelion, ce qu'il réussit à faire. Se faisant passer pour un prophète il tente d'utiliser le volcan de la planète Sarn afin de se régénérer. En effet dans la dernière partie de l'épisode, on découvre que le Maître est devenu minuscule à la suite d'une expérience ayant mal tourné avec son compresseur de tissus. Lorsqu'il se met à utiliser les flammes des volcans de la planète, il retrouve sa taille normale, mais les flammes finissent par le consumer sous les yeux du Docteur qui hésite à bouger.
À l'époque, il était envisagé que cet épisode soit le dernier joué par Anthony Ainley (son contrat arrivant à expiration) et la fin fut écrite de sorte à pouvoir se débarrasser du personnage si jamais Ainley refusait de jouer. À noter que celui-ci termine par la phrase « Tu ne vas quand même pas tuer ton propre... » laissant entendre que le Docteur et le Maître sont plus proches qu'on ne le pense. Ce lien ne sera jamais expliqué et la novélisation de l'épisode supprime complètement cette phrase. De plus, on ne sait pas comment le Maître a survécu aux flammes.

#### Saison 22 (1985)
Anthony Ainley est finalement embauché pour le rôle car le producteur John Nathan-Turner souhaite garder cet ennemi récurrent. On le retrouve dans l'épisode The Mark of the Rani au côté d'une autre Seigneur du Temps renégate nommée la Rani (« reine » en sanskrit). Alors que celle-ci utilise des mineurs du XIXe siècle afin de prélever une glande qui lui est essentielle, le Maître piège le Docteur dans une mine et tente de prendre possession de la Terre en empêchant la révolution industrielle et en prenant le contrôle des scientifiques responsables de cette expansion. Quelques allusions sont faites dans cet épisode sur l'apparente mort du Maître lors de la saison précédente bien qu'aucune explication ne soit apportée. À la fin de l'épisode, le Maître et la Rani se retrouvent dans le TARDIS de celle-ci, face à un tyrannosaurus rex en proie à une mutation foudroyante.

#### Saison 23 (1986)
Alors que le Docteur affronte le Valeyard, version maléfique de lui-même, dans le dernier épisode de la saison The Trial of a Time Lord, le Maître lui vient en aide, en amenant les preuves que le Docteur est innocent. Le Maître fait cela car il craint plus le Valeyard que le Docteur. De plus, la victoire du Docteur ébranle le Haut Conseil des Seigneurs du temps, ce qui n'est pas sans déplaire au Maître.

#### Saison 26 (1989)
Enfin, après 3 ans d'absence, il fait une dernière apparition dans Survival, dernier épisode de la série originale, où il a pris le contrôle (à ses dépens) d'un peuple mi-homme mi-guépard, et affronte le septième Docteur. Le fait de vivre sur cette planète l'a transformé : ses pupilles sont devenues jaunes, il possède des crocs. À la fin de l'épisode, il reste enfermé sur la planète sans possibilité de s'enfuir.

### Le Maître incarné par Eric Roberts (1996)
Il est l'antagoniste principal du téléfilm de 1996, Le Seigneur du Temps. En préambule, il est expliqué que l'incarnation précédente a été capturée puis exécutée par les Daleks, qui lui ont toutefois accordé une dernière volonté : que le Docteur ramène ses cendres sur Gallifrey. C'était en réalité un piège : revenant sous la forme d'une sorte de serpent visqueux, il provoque l’atterrissage d'urgence du TARDIS du Docteur à San Francisco la veille de l'an 2000 et prend ensuite le contrôle du corps d'un ambulancier, joué par Eric Roberts. Son but est dès lors de capturer le Docteur et de se servir de la source d'énergie de son TARDIS, l’Œil de l'Harmonie, afin de lui voler ses régénérations. Pour cela, il use encore une fois de ses capacités pour manipuler les compagnons du Docteur, mais celui-ci, après un combat final, jette le Maître à l'intérieur de l'Œil, marquant ainsi la fin apparente du Seigneur du Temps maléfique.

### Le Maître incarné par James Dreyfus (Big Finish, 2017)
Le 15 septembre 2017, Big Finish Productions annonce que James Dreyfus (déjà apparu en 2011 dans The Sarah Jane Adventures) incarnera la première incarnation du Maître aux côtés du Premier Docteur dans The First Doctor's Adventures.

## Le Maître dans la nouvelle série (2005-2020)

### Le Maître amnésique joué par Derek Jacobi (2007)
Dans Utopia (2007), le Docteur rencontre le Professeur Yana (joué par Derek Jacobi) qui travaille sur le projet « Utopia » avec une assistante, nommée Chan To. Martha Jones discute avec lui et découvre qu'il possède la même montre à gousset que le Docteur (celle gravée de motifs gallifreyens et dont il s'était servi pour devenir temporairement humain).
À force de regarder la montre, ce dernier se rappelle son identité : il est le Maître, qui a fui la Guerre du Temps aussi loin que possible (en l'an 100 milliards) et qui s'est transformé en humain pour se protéger des Daleks et des Seigneurs du Temps. Lorsqu'il se souvient enfin de son passé et redevient un Seigneur du Temps, il décide de piéger le Docteur en permettant aux cannibales d'arriver jusqu'à eux. Chan To décide de l'arrêter en lui tirant dessus dans son dernier souffle, le forçant à se régénérer.
Il décide de fuir dans le TARDIS du Docteur, qu'il verrouille, l'empêchant ainsi d'entrer. Il se régénère alors et c'est John Simm qui reprend le rôle. Il demande au Docteur de l'appeler par son nom, ce à quoi le Docteur répond, « Maître », ayant compris son identité. Il s'en va avec le TARDIS du Docteur, le laissant lui, Martha Jones et Jack Harkness à la fin du monde, sous l'attaque de cannibales.

### Le Maître incarné par John Simm (2007 - 2017)

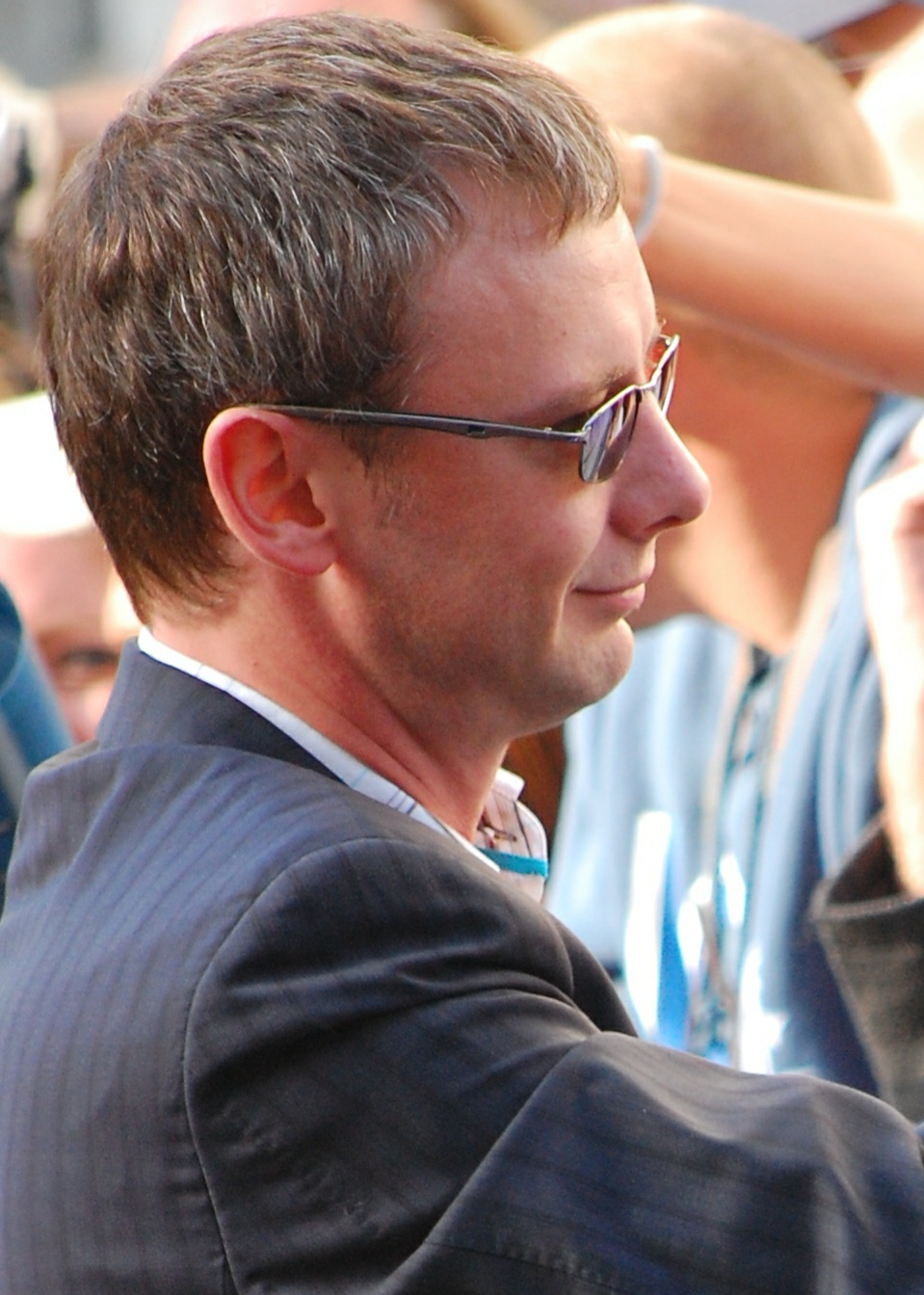
John Simm, interprète du Maître dans les saisons 3 et 4 de la deuxième série

Une fois revenu sur Terre (à Londres) dans l'épisode suivant, Que Tapent les Tambours, le nouveau Maître, joué par John Simm, se fait élire Premier Ministre britannique sous le nom de Harold Saxon grâce à un champ télépathique mondial. Il fait ensuite régner une dictature de fer sur la Terre aux côtés de sa nouvelle femme Lucy, aidé par les Toclaphanes, qu'il présente comme une race extraterrestre. Les Toclaphanes sont en réalité les derniers humains de l'univers (avec qui le Maître vivait avant de retrouver sa mémoire et de revenir sur Terre), qui, dans un dernier espoir de survie, se sont « robotisés » et ressemblent maintenant à des sphères de métal en lévitation contenant uniquement la tête de leur propriétaire. Il utilise ces créatures pour exécuter le Président des États-Unis à la télévision. En ayant suivi le Maître, le Docteur, Martha et Jack retrouvent le TARDIS, que le Maître a « cannibalisé » et transformé en machine à paradoxes.

Affiche électorale de Harold Saxon

Il réussit à capturer le Docteur, et, en utilisant son tournevis laser, il le fait physiquement vieillir d'abord de 100 ans. Il ordonne ensuite aux Toclaphanes d'éliminer un dixième de la population humaine.
Dans Le Dernier Seigneur du Temps (l'épisode suivant), on apprend que le Maître a fait de la famille de Martha ses serviteurs, et a fait Jack et le Docteur prisonniers (pendant que Martha s'est téléportée sur Terre). Ce dernier a fait construire une statue à son effigie au Mont Rushmore, et a transformé la Russie et le Sud de l'Angleterre en chantier pour construire ses fusées. Le Docteur monte un plan avec la famille de Martha et Jack pour voler le tournevis du Maître. Lorsque ce dernier le découvre, il décide de diffuser à la télévision la torture du Docteur. Il suspend alors sa capacité à se régénérer, et force son corps à vieillir de 900 ans, et ce pour décourager Martha Jones qui compte sauver la Terre en en faisant le tour.
Le Maître piège Martha et la force à se rendre, et la menace de l'exécuter, ce qui la fait rire. Elle lui explique qu'elle s'est rendue intentionnellement, et qu'elle n'a aucune arme. Elle a fait le tour du monde pour raconter l'histoire du Docteur à tous les humains. En utilisant le circuit Arc-ange et ses 15 satellites, elle arrive à inverser l'état du Docteur qui reprend l'apparence qu'il avait de base, et qui le rend insensible aux attaques du Maître. Ils se téléportent tous les deux sur Terre, où le Maître a l'intention de faire exploser les fusées, mais refuse car cela le tuerait. La ligne temporelle de son invasion de la Terre est effacée et seules les personnes présentes (le Docteur, Martha, sa famille, Jack, le Maître et sa femme) s'en rappelleront. Le Maître meurt finalement d'une balle de pistolet, mais il refuse de se régénérer, car il refuse d'être le prisonnier du Docteur, tué par sa femme revenue à la raison. En conclusion, le Docteur brûle son corps.
Le Maître ressuscite dans La Prophétie de Noël (fin de la saison 4), par le biais d'un « culte de Harold Saxon » encore actif après sa mort. Utilisant une technologie extraterrestre tombée sur Terre, il conquiert la planète en transformant chaque être humain en une réplique de lui-même. Les seuls humains épargnés sont Donna Noble, protégée grâce à une « protection » établie par le Docteur lorsqu'il lui avait effacé la mémoire à l'issue de son « hybridation » mi-humaine mi-Seigneur du Temps, et le grand-père de cette dernière, Wilfred Mott, à l'abri dans une cage de verre Vinvocci au moment de la transformation. Une fois le Maître devenu maître du monde, les Seigneurs du Temps utilisent le lien qu'ils ont créé avec ce dernier (le bruit de tambours qu'il entend depuis toujours dans sa tête) pour s'échapper du verrou temporel où leur planète se trouvait confinée et tentent de revenir dans l'univers, avec pour but de mettre fin à toute forme de vie, eux subsistant sous forme d'entités d'énergie pure. Le Maître, comprenant que le bruit qui le hantait depuis son enfance n'était qu'un lien psychique installé par les Seigneurs du Temps pour leur permettre de revenir, décide de les combattre et les renvoie dans le verrou temporel, y tombant lui-même en repoussant Rassilon. Retourné sur Gallifrey, le Maître est soigné par les Seigneurs du Temps peu avant de s'en aller à bord d'un Tardis. Il finit par se crasher sur un vaisseau de la planète Mondas (planète d'origine de la première espèce Cyberman). Prenant d'abord le pouvoir à bord du vaisseau, il se voit dans l'obligation de se déguiser pour échapper à ses habitants révoltés.
John Simm revient ainsi dans la saison 10 aux côtés de Michelle Gomez, qui lui a succédé dans le rôle. Il apparaît tout d'abord sous les traits d'un vieil homme barbu aux cheveux longs, qui travaille dans le vaisseau mondasien. Bill pense qu'il l'aide, mais il la conduit en réalité dans la salle d'opération qui transforme les humains en Cybermen. À la fin de l'épisode, il enlève son déguisement devant Missy, son incarnation future. Dans l'épisode suivant, il est assassiné par Missy afin qu'il se régénère en femme en bouclant ainsi la boucle, mais également pour permettre à Missy de rejoindre le Docteur, cette dernière ayant choisi de tourner le dos à ses anciens démons. Pour se venger et s'empêcher d'aider le Docteur dans le futur, il foudroie Missy avec son tournevis laser et la tue, sans espoir de régénération.
La psychologie « récente » du Maître est complexe. Censé être le guerrier parfait de la race des Seigneurs du Temps, il n'est en réalité que guidé par une question obsédante, qu'il cherche à résoudre à tout prix : le bruit de tambours qu'il entend en permanence dans sa tête s'arrêtera-t-il un jour ? Ce bruit, quatre simples battements, qui a « envahi » son esprit lors de son initiation face au Vortex du Temps, et qu'il décrit lui-même comme « un appel à la guerre », l'a rendu peu à peu fou, jusqu'à en devenir son trait de caractère principal.
Cette obsession pour le bruit des tambours dicte aussi sa relation avec le Docteur. Même s'ils sont clairement ennemis, le Docteur montre à plusieurs reprises qu'il ne souhaite qu'aider le Maître, et lui permettre de sortir de sa folie. Le Maître, de son côté, ne veut que faire taire les tambours, et cherche à assouvir la soif de pouvoir de cet « appel à la guerre » en gagnant le plus de contrôle possible ; il reconnaît néanmoins un lien « d'amitié » avec le Docteur, puisqu'ils sont les derniers représentants de leur race après la Guerre du Temps. Ainsi, lorsque le Maître meurt dans les bras du Docteur à la fin de la saison 3, ce dernier lui demande de se régénérer, lui rappelant les moments qu'ils ont passés ensemble et expliquant « Nous sommes les deux derniers... Il n'y a personne d'autre ».
De manière générale, le Maître est un personnage charismatique, maniant une forme d'humour assez particulière (on le voit par exemple faire des grimaces aux membres du Conseil des Ministres avant de les gazer dans la saison 3). Dans la troisième saison, il est d'un naturel dynamique, aimant danser et écouter de la musique, ce qui contraste grandement avec son personnage de dictateur. Dans la quatrième saison, sa personnalité est plus sombre, bien que toujours assez proche de celle de la saison précédente. Dans la dixième saison, le Maître porte un bouc comme dans ses précédents incarnations et son caractère est moins fou et égocentrique : il est d'abord plus calme et calculateur. Il est ensuite particulièrement cynique, moqueur et montre un goût prononcé pour la misogynie. 

### Le Maître incarné par Michelle Gomez: Missy (2014 - 2017)

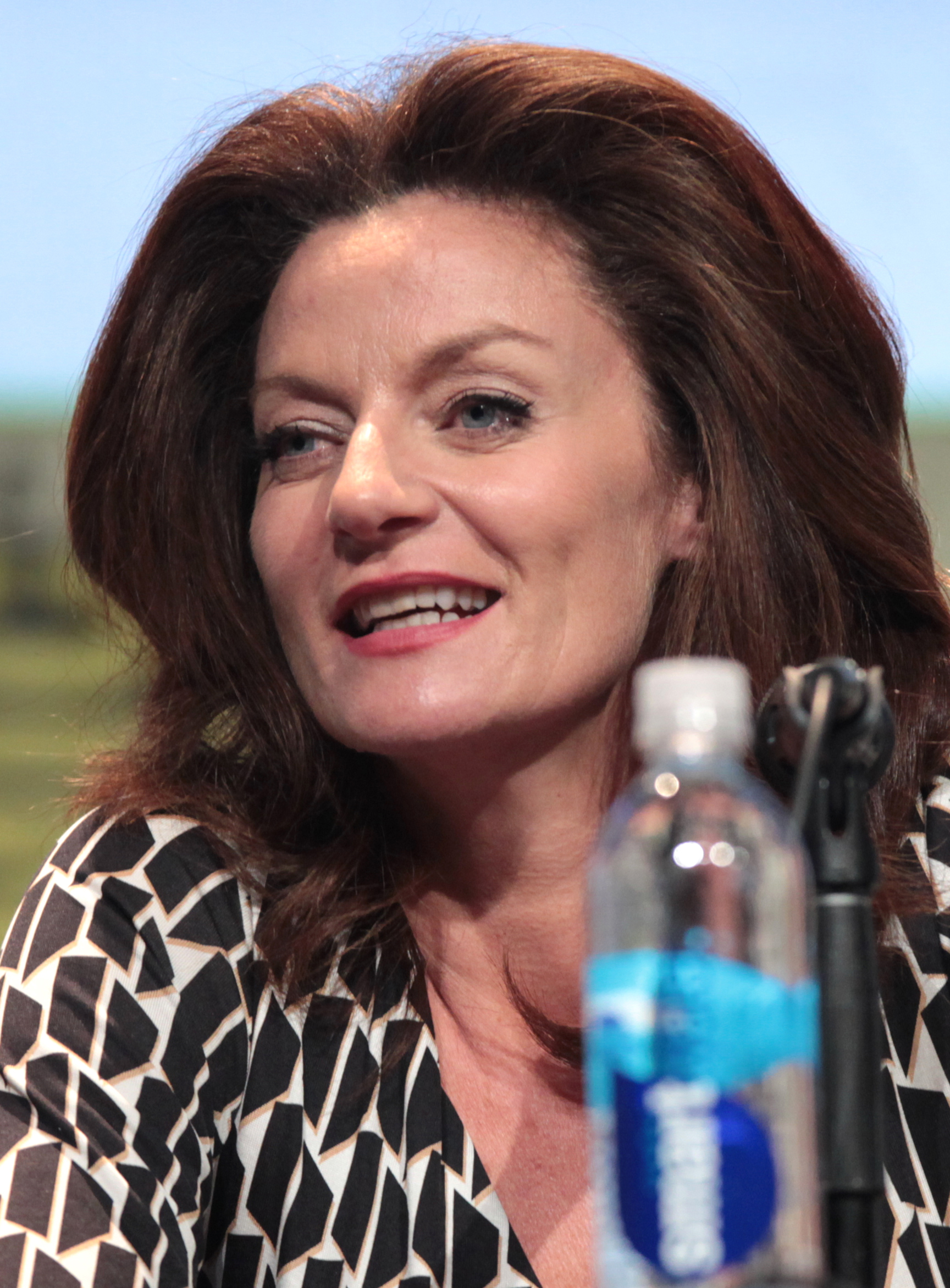
Michelle Gomez, interprète de Missy, qui est en réalité le Maître.

Pour la première fois depuis le début de la série, le Maître est interprété par une femme, (l'actrice Michelle Gomez). De ce fait, elle préfère maintenant se faire appeler Missy (diminutif de Mistress en anglais). Fidèle à elle-même , elle se montre diabolique et sans cœur, n'hésitant pas à tuer de sang froid (ainsi la façon dont elle tue le Dr Cheng dans La Nécrosphère, 2014). Elle se montre particulièrement inconséquente et détachée du reste du monde en tuant la très populaire Osgood dans Mort au Paradis (2014) ou en incitant le Docteur à tirer sur Clara dans La Sorcière et son Pantin (2015).
Cependant, contrairement à ses prédécesseurs, elle ne recherche ni domination des masses ni de destruction particulière. C'est en réalité son amitié avec le Docteur qui dicte chacune de ses actions. Ainsi, elle cherche à lui fournir une armée de Cybermen (Mort au Paradis) ou encore l'aide à s'échapper de Skaro (La Sorcière et son Pantin). Dans sa quête désespérée de retrouver son ancien ami, elle accepte même de se repentir de ses crimes passés. Missy développe ainsi de l'empathie pour ses anciennes victimes et pour le monde qui l'entoure (elle pleure à ce sujet à la fin de The Lie of the Land, 2017). Son changement de position atteint son paroxysme lorsqu'elle choisit de se suicider, en tuant sa précédente incarnation pour rejoindre le Docteur (The Doctor Falls, 2017). C'est finalement ce choix qui lui sera fatal. Missy est, à ce jour, le seul Maître à avoir démontré un sincère désir de faire le bien et de se tenir aux côtés du Docteur.
De manière générale, Missy est une femme pleine d'humour noir et de répartie. Elle sait se montrer charmante et s'amuse à flirter avec le Docteur ou avec son ancienne incarnation. Elle aime également insister sur sa féminité en se maquillant dans les moments les plus improbables ou en insistant sur son titre de "Dame du temps", et non "Seigneur du Temps".

### Le Maître incarné par Sacha Dhawan (depuis 2020)
Le grand ennemi du Docteur fait son retour à la fin du premier épisode de la saison 12, La Chute des espions : partie 1, joué par Sacha Dhawan. Il s'est caché sous l'identité de O, agent du MI6 agissant seul et en qui le Docteur avait confiance. Le Maître s'est allié aux Kasaavin, des êtres extra-dimensionnels qu'il a aidés à espionner la Terre à travers le temps en leur promettant la possibilité de se matérialiser. Le Docteur parvient à piéger le Maître et retourner les Kasaavin contre lui, et le Maître lui laisse un dernier message : il a détruit Gallifrey et tué les derniers Seigneurs du Temps après avoir découvert le mensonge autour de la légende de l'Enfant intemporel.
Le personnage joue ensuite un rôle important dans le dernier épisode de la saison 12, Les Enfants intemporels, après avoir été annoncé à la fin de l'épisode précédent. Ayant appris les origines cachées des Seigneur du Temps en explorant la matrice, le Maître annonce au Docteur son importance dans la création de la race gallyfreyenne. Après avoir dévoilé ces informations, son plan consiste à créer une nouvelle race, les Cyber-masters : cyber-transformer les corps des Seigneurs du Temps tués.
Cette nouvelle interprétation du personnage du Maître marque son retour en tant qu'antagoniste du Docteur. C'est un personnage torturé en proie à des délires psychotiques et violents. Déçu, jaloux et impuissant face aux découvertes qu'il fait sur le Docteur, il devient fou. Contrairement aux autres incarnations, cette version du Maître ne semble pas se préoccuper de sa vie et se met volontairement dans des situations extrêmement dangereuses. Plus que pour aucun autre Maître, ses desseins sont irrationnels et autodestructeurs. 
Son costume est en partie inspiré du personnage du Chapelier fou du célèbre conte Alice au Pays des Merveilles, quand sa prédécesseur était une version maléfique de Mary Poppins.

## Apparitions du Maître

### Ancienne série
- 1971 : Terror of the Autons
- 1971 : The Mind of Evil
- 1971 : The Claws of Axos
- 1971 : Colony in Space
- 1971 : The Dæmons
- 1972 : The Sea Devils
- 1972 : The Time Monster
- 1973 : Frontier in Space
- 1976 : The Deadly Assassin
- 1981 : The Keeper of Traken
- 1981 : Logopolis
- 1982 : Castrovalva
- 1982 : Time-Flight
- 1983 : The King's Demons
- 1983 : The Five Doctors
- 1984 : Planet of Fire
- 1985 : The Mark of the Rani
- 1986 : The Trial of a Time Lord : The Ultimate Foe
- 1989 : Survival

### Films
- 1996 : Le Seigneur du Temps (téléfilm)

### Webcasts
- 2003 : Scream of the Shalka

### Nouvelle série
- 2007 : Utopia
- 2007 : Que tapent les tambours
- 2007 : Le Dernier Seigneur du temps
- 2009 : La Prophétie de Noël
- 2014 : En apnée
- 2014 : Dans le ventre du Dalek
- 2014 : Le Gardien
- 2014 : À plat
- 2014 : Promenons-nous dans les bois...
- 2014 : La Nécrosphère
- 2014 : Mort au paradis
- 2015 : Le Magicien et son disciple
- 2015 : La Sorcière et son pantin
- 2017 : Extremis
- 2017 : La Terre du mensonge
- 2017 : L'Impératrice de Mars
- 2017 : Les Mange-lumière
- 2017 : L'Éternité devant soi
- 2017 : Le Docteur tombe
- 2020 : La Chute des espions : partie 1
- 2020 : La Chute des espions : partie 2
- 2020 : L'Ascension des Cybermen
- 2020 : Les Enfants intemporels
- 2022 : Le Pouvoir du Docteur

### AudiosBig Finish[6]
- 2001 : Dust Breeding
- 2003 : Doctor who : Master
- 2003 : Sympathy for the Devil
- 2010 : The Hollows of Time
- 2012 : Trail of the White Worm
- 2012 : The Oseidon Adventure
- 2012 : UNIT: Dominion
- 2013 : The Light at the End
- 2013 : Doctor who - The companion chronicles : Mastermind
- 2014 : Dark Eyes 2
- 2014 : Dark Eyes 3
- 2015 : Dark Eyes 4
- 2016 : And You Will Obey Me
- 2016 : Vampire of the Mind
- 2016 : Doctor who : The Two Masters
- 2017 : The War Master - Only the Good
- 2018 : Gallifrey : Time War 1
- 2018 : UNIT : Cyber-reality
- 2018 : The War Master : The Master of Callous
- 2019 : The War Master : Anti-genesis
- 2019 : The War Master : Rage of the Time Lords
- 2019 : Doctor who: Ravenous 4
- 2019 : The Diary of River Song Serie 5
- 2019 : Missy Serie 1
- 2020 : Missy Serie 2
- 2020 : The war Master : Hearts of the Darkness
- 2021 : Missy Serie 3 : Missy and the Monk
- 2021 : Masterful
- 2021 : The War Master : Killing Time
- 2021: Master!